# Etienne Van Braeckel
Etienne Van Braeckel (Zottegem, 19 november 1951 - Bavegem, 15 oktober 2016) was een Belgisch wielrenner en veldrijder. Op het Belgische kampioenschap veldrijden van 1977 eindigde hij als achtste. Zijn zoon Kenny was kortstondig professioneel wielrenner.
Van Braeckel overleed op 64-jarige leeftijd aan hartproblemen.
Bellini ·
Bruyère ·
Deschoenmaecker ·
Di Lorenzo ·
Huysmans ·
In 't Ven ·
Janssens ·
Lievens ·
Martin ·
Merckx ·
Mintjens ·
Parecchini ·
Rottiers ·
Spileers ·
Spruyt ·
Swerts ·
Van Braeckel ·
Van Den Bossche ·
Van Der Linden ·
Van Schil
Berckmans ·
Bruyère ·
De Buysschere ·
Deschoenmaecker ·
Delcroix ·
Huysmans ·
Janssens ·
Lievens ·
Martin ·
Merckx  ·
Mintjens ·
Rosiers ·
Rottiers ·
Spileers ·
Spruyt ·
Van Braeckel ·
Van Schil ·
Van Vlierberghe
David Allan ·
Donald Allan ·
De Bisschop ·
De Cauwer ·
van Dongen ·
F. den Hertog ·
N. den Hertog ·
Hulzebosch ·
Kamper ·
van Katwijk ·
Koken ·
Kuiper  ·
Martins ·
Mendes ·
Ottenbros ·
Poppe ·
Priem ·
Prinsen ·
Reybrouck ·
Smit ·

Van Braeckel ·
Van Neste